# Seznam judovskih pisateljev
Seznam judovskih pisateljev.

## A
- Sholem Aleichem
- Shloime Anski
- Shalom Ash

## D
- Joseph Solomon Delmedigo

## E
- Solomon Ettinger

## I
- Israel Isserlein

## M
- Abraham Mapu

## P
- I. L. Peretz

## S
- Mendele Mocher Sforim